# Sport (periódico)
Sport es un diario español de prensa deportiva, de pago, y distribución matinal, editado en Barcelona. Según los datos del estudio de la Oficina de Justificación de la Difusión (OJD) de julio de 2014, tiene una tirada promedio de 96.981 ejemplares diarios, y una difusión promedio de 61.981 ejemplares diarios. Estos datos lo convierten en el cuarto diario deportivo más vendido en España, por detrás de Marca y As, editados en Madrid, y de Mundo Deportivo, también editado en la capital catalana. Desde 2019 Sport pertenece a Prensa Ibérica.

## Historia
El periódico Sport se editó en Barcelona y creado por Josep María Casanovas del Grupo Mundo. La primera publicación que apareció en los quioscos fue el 3 de noviembre de 1979, año que en Barcelona ya se publicaban tres periódicos deportivos, El Mundo Deportivo el Dicen y "4-2-4". El nombre de este periódico, tiene una doble lectura: "sport" que proviene del inglés que significa "deporte".
El Diario Sport tiene su redacción en un edificio de la calle Consejo de Ciento, en pleno distrito del Ensanche de Barcelona, y cuenta con corresponsales propios en las principales ciudades de España y en los países más importantes del mundo futbolístico: Brasil, Argentina, Inglaterra, Italia, Alemania y Francia.Asimismo, durante los últimos años ha iniciado una política de expansión con la creación de diversos periódicos hermanos en algunas provincias españolas, aunque con cabeceras distintas. A su vez, ha impulsado la creación del diario "Deporte", en Galicia, y en Aragón es propietario del diario deportivo "Equipo".
Fue un diario que desde el primer momento marcó a la perfección su personalidad, pues decidió confiar en la utilización de la tecnología y eso originó que se convirtiera en el primer diario de origen español que tenía páginas a color, un formato que para nada era usual en aquel momento. Pero no solo fue eso lo que marcó su carácter, sino también la unión de la información con la opinión.  
Otra característica del diario Sport, es la independencia de la que goza que es común de todos los periódicos. Pero a diferencia de los otros, el Sport, ejerce una gran influencia en la voz de los aficionados del equipo del FC Barcelona. Además de dedicar gran cantidad de páginas a este equipo, en los que utiliza en todo momento un lenguaje cercano a los seguidores de la plantilla blaugrana.  
Ya mencionado anteriormente, durante los años 1979 se editaba en Barcelona una revista denominada Top Barça y tres diarios deportivos más, El Mundo Deportivo, Dicen y 424. Pero la llegada del Sport provocó que los periódicos Dicen y 424 desaparecieron, el primero en el año 1985 y el segundo en 1980.  
Diez años después de su primera publicación, Sport, consiguió algo inesperado, superar el número de lectores del que actualmente es su principal competidor, El Mundo Deportivo. Pero para continuar alcanzando triunfos, tuvo que tomar muchas medidas, entre la que encontramos una de especial importancia, formar parte o no del Grupo Zeta. Será en el año 1992, cuando el diario tomaría la decisión de formar parte de este grupo, con el que consiguió un gran crecimiento sin necesidad de cambiar su línea editorial. Tras esto, decidieron introducir un cuaderno en las páginas centrales como si se tratara de una revista con reportajes, entrevistas, infografías e incluso fotos.   
Gracias a todas estas incorporaciones y cambios, un año después consiguió alcanzar una importante popularidad que se vio reflejada en el cambio de aquel antiguo almacén. Se pudieron permitir la incorporación de ordenadores de la marca Macintosh con el que consiguieron realizar mejor su trabajo gracias al sistema de edición que incorporaban estos dispositivos. Destacar también de este año, que consiguió superar los 1000.000 ejemplares por primera vez desde su nacimiento.   
En 1996, decidieron una vez más optar por introducir nuevos sistemas, esta vez incluyeron un sistema de multiimpresión que les permitió incrementar los 30 000 ejemplares en un año. De este modo, esta mejora se vería reflejada en la creación de un nuevo diseño y cambios en su formato, el cual obtuvo más color.   
Como bien se sabe, para que un diario tenga éxito es muy importante que alcance un gran número de lectores, pero a lo largo de los años el Periódico Sport ha sufrido logros y también decepciones. Los datos recogidos por el EGM muestran claramente que los años más favorecidos fueron los siguientes. En 1984, consiguió 123.000 lectores al día, una gran cantidad de lectores para estar en sus primeros años. En el año 1997 también consiguió superar el medio millón de lectores con 555.000. Otra fecha de éxito fue el 2004, donde consiguió superar los 600.00 lectores y por último el 2007 donde consiguió 625.000 lectores. Pero el año clave sería el 2010, cuando se vería claramente el triunfo de este periódico consiguiendo por primera vez superar los 700.000 con la cifra de 737.000 lectores al día.
Para acabar, debemos saber que la distribución de la información que proporciona el diario Sport se divide de la siguiente manera: un 97 % son noticias de fútbol, un 1 % corresponden a noticias de Baloncesto, otro 1 % son noticias sobre motos, 0 % noticias sobre tenis y por último un 0 % que corresponde a noticias de ciclismo, ocio y otros. 
Como hemos visto el mayor porcentaje se lo llevan las noticias que tratan sobre fútbol, como consecuencia observamos que el resto de noticias que no tratan sobre este deporte como es el caso del baloncesto o tenis solo llenan el 2,84 % del espacio del periódico. Por otro lado, en lo referido a las noticias sobre fútbol, decir que el 52 de esos 1830 contenidos que proporciona el diario son sobre este deporte, de los que el 86,12 % corresponden a temas sobre Primera División y el 73,06 % son noticias sobre el FC Barcelona que en comparación a las noticias sobre el Real Madrid, 7,7 %, podemos observar la decantación del Sport hacia el equipo barcelonés.

### Orígenes del periódicos Sport
Antes de llegar al Periódico Sport que todos conocemos, años atrás existieron algunos periódicos que son considerados los orígenes del Sport. 
A mediados del siglo XIX, se dio mayor importancia a las publicaciones que trataban sobre el velocipedismo, nombre con el que se conocía al ciclismo en aquel momento. A raíz de esta popularización empezaron a surgir periódicos considerados antecedentes del Sport que se dedicaban exclusivamente a este deporte, como es el caso de El Ciclista. Revista de Sport de Barcelona, un diario que trataba sobre noticias tanto nacional como extranjero del año 1891. Este, fue un órgano de difusión de la Sociedad de Velocipedistas de Barcelona, además de conseguir durante cuatro años imprimir y alcanzar las 92 publicaciones. 
Posteriormente apareció en el 1892, en Barcelona otro periódico dedicado a este deporte, El Ciclista. Tres años más tarde, surgió en Madrid, El Veloz Sport un medio que hablaba del ciclismo tanto español como extranjero. Pero en 1897, este, se acabó fusionando con Barcelona Sport, para así formar El Veloz, el cual lanzó su primer número en el 5 de junio de 1898.   
Antes de llegar al Sport que todos conocemos hoy en día, debemos nombrar también un diario que se creó durante el siglo XX. Este periódico de Madrid, recibe el nombre de Gran Vía y fue creado en el año 1903, se caracterizaba por no estar especializado en contenidos de deportes, sino también proporcionaba asuntos de sociedad. 
Gracias a todos los periódicos que hemos nombrado, ha sido posible la creación de lo que hoy conocemos como el periódico Sport. Pero en especial se debe destacar la Crónica del Sport, del siglo XX, considerado un claro ejemplo de publicaciones deportivas que ha ido evolucionando hasta acabar introduciendo noticias de diversos deportes no solo nacionales sino también internacionales.  
Para acabar, decir que el periódico Sport está dentro de las publicaciones deportivas más longevas del siglo XX.

### Las portadas del "Sport"
Hay que darle un apartado a las portadas porque es una parte importante de los periódicos, ya que se trata del escaparate del medio impreso además de ser el primer contacto que el lector tiene con el diario. 
El valor de la portada, no es solo porque se trata de lo primero que ve el lector, sino porque en ocasiones los lectores adquieren los diarios solamente para leer esta primera página, por eso es tan importante, saber informar adecuadamente y sobre todo conseguir sorprender para captar al lector.  
El Periódico Sport divide sus portadas de la siguiente manera: 96,2 % son noticias sobre fútbol, un 1 % sobre tenis y 0,7 % tratan sobre noticias de baloncesto. Con estos se aprecia que este diario da más importancia en las portadas al fútbol que a los demás deportes. También decir que las portadas del Periódico Sport se diferencian de las de sus competidores nacionales, por haber sido el primer periódico deportivo en utilizar el offset color en tabloide chato, consiguiendo unos aspectos gráficos que captan la atención al momento.  
Pero para conseguir llegar hasta las portadas de hoy en día, las cabeceras del diario Sport han tenido varias evoluciones, ya que siempre han tratado de rediseñar su formato. El cambio clave fue llegar al logotipo que hoy día conocemos, un logotipo creado por Miquel Herre Banus. El cual sufrió algunos retoques de sombra gris primero y la eliminación de la cursiva para aplicar los colores después.
Ahora, para ser capaces de entender la importancia de las portadas de los periódicos deportivos hay que ver las diferencias que hay con las portadas de los periódicos informativos. La primera desigualdad que la diferencia de las de los periódicos informativos que optan por la organización visual, las portadas deportivas son más atrevidas a la hora de emplear las imágenes. De ahí, que el diario Sport tenga en sus portadas tantos colores e imágenes de distintos tamaños.  
En segundo lugar, encontramos la diferencia en el empleo del ámbito lingüístico. El periodismo deportivo ha creado unos lenguajes nuevos para así conseguir comercializar el espectáculo de forma más sencilla. Este lenguaje utilizado por los diarios deportivos es de especial importancia en las portadas, de ahí el valor de escoger adecuadamente las palabras o frases que se utilizarán para esta primera página. En conclusión, esta importancia de la adquisición informativa que recogen las portadas se puede ver claramente en el diario Sport, el cual consigue captar al momento al lector gracias a la utilización de colores y palabras que llaman la atención.

## Versión digital
La empresa decidió sumarse a las nuevas tecnologías en el año 1997, primero de forma modesta y poco a poco con más recursos, hasta finalmente apostar por el diario en internet.  
Esta decisión fue tomada principalmente por la introducción de las tecnologías en el mundo de las personas y segundo por las crecientes demandas que recibía Sport de sus lectores, quienes querían tener la posibilidad de obtener las noticias de sus equipos preferidos a cualquier hora y en cualquier lugar. Finalmente esto fue posible y Sport tomó la decisión de que sus contenidos tratasen el deporte desde una visión más cercana y orientada al entretenimiento.   
Pero para conseguir proporcionar estas nuevas noticias, tuvo que realizar algunos cambios como la adopción de la web-first o web-céntrica, un mecanismo que consiste en que lo primero sea informar, producir textos y piezas multimedia para la web antes que elaborar noticias para la edición impresa. Y no solo eso, la manera de presentar la información también habían cambiado, ahora es a través de redes sociales y nuevas herramientas que ayudan a enriquecer sus formatos y sus géneros narrativos digitales. Eso sí, las técnicas periodísticas de selección, análisis y distribución de la información seguían siendo las mismas.   
Por otra parte, está la audiencia digital de Sport que es un público numerosos que bate récords, pero que solo llega a sus contenidos a través de sus tabletas o teléfonos inteligente y esto ha motivado a que el diario se vea obligado a incluir a los usuarios móviles originando el cambio del periódico de Digital First a Mobile First.
Este cambio al Mobile First ha repercutido en los formatos narrativos y en los géneros informativos que son propios del medio deportivo, motivando la creación de un camino para ofrecer noticias que sean en tiempo real, crónicas cada vez más breves y directas que irán acompañadas de elementos gráficos y datos estadísticos. Su objetivo con esto es conseguir facilitar la lectura de todos los lectores mediante contenidos accesibles y atractivos. Además de que la combinación entretenimiento con información facilita la participación de los usuarios en Twitter, Facebook o YouTube.
Esta estructura características de los medios de comunicación en el ámbito de la información deportiva española, ha generado más dinamismo. Y para ello, han decidido aumentar el número de proyectos digitales que sirven para contar historias e incluso para configurar formatos, géneros o lenguajes periodísticos. Aun así, las redes sociales siguen siendo el altavoz de todos los respectivos contenidos.
Pero a la hora de presentar la información en el ámbito on-line, debemos recordar que ha de ser de distinta manera al formato de prensa escrita. Y Sport tiene una personalidad particular que se caracteriza especialmente por las formas y estilos que utiliza. Dentro de estas, se encuentran las encuestas que son frecuentes ya que sirven como una alternativa de expresión rápida y menos trabajadas. Los marcadores sociales también son particulares de este diario, que permiten a los usuarios seleccionar, gestionar, clasificar y compartir sus páginas favoritas. Por último, es típico la utilización de la votación, ya que con esto pueden valorar el empleo de recursos de lectores RSS para conseguir que sus contenidos lleguen a otras páginas webs que se lo han solicitado previamente. 
Otra característica de los medios de comunicación hoy en día, es en lo imprescindible que se han convertido las redes sociales. Para Sport, estas se han transformado en una herramienta con el fin de diseñar sus contenidos, conseguir la difusión de todos ellos y la creación de un lugar de discusión para los usuarios, con el objetivo de que participen e interactúen.
Por esta razón, todos los periódicos deportivos entre los que está el diario Sport tienen sus propios perfiles en redes sociales, los cuales tienen actualizados a cada momento ya sea Twitter, Facebook o Instagram. Sin embargo, parece que según los datos recogidos por el EGM, los seguidores que tiene Sport en sus redes sociales no corresponden con el número de lectores que leen el periódico en papel. Esto se ve reflejado en la baja interacción de lo usuarios en redes sociales, ya que el tipo de interacción que hacen es solo la de reaccionar en Facebook y FAV en Twitter.
Según datos de OJD la web obtiene más de seis millones de usuarios únicos, más de veinticinco millones de visitas y más de noventa y seis millones de páginas vistas. Situándose en primer lugar de la prensa deportiva catalana en línea. 
Para concluir el apartado, hay que exponer que la tendencia del periodismo móvil, adaptación del periódico en tabletas o teléfonos inteligentes, fue lanzada por el periódico Sport en noviembre de 2014, haciéndolo coincidir con los 35 años del nacimiento del diario deportivo catalán.